# Jeong Gi-dong
Jeong Gi-dong (13 de maio de 1961) é um ex-futebolista profissional e treinador coreano, que atuava como goleiro.

## Carreira
Jeong Gi-dong fez parte do elenco da Seleção Coreana de Futebol da Copa do Mundo de 1990 